# ايناكي غاستون
ايناكي غاستون (بالإسبانية: Iñaki Gastón)‏ مواليد 25 مايو 1963 في بلباو، هو دراج إسباني سابق في صنف سباق الدراجات على الطريق.

## روابط خارجية
- ايناكي غاستون على موقع أرشيف الدراجات (الإنجليزية)
- ايناكي غاستون على موقع إحصائيات الدراجات الإحترافية (الإنجليزية)
- ايناكي غاستون على موقع CycleBase (الإنجليزية)